# Воглан
Вогла́н, Воґлан (фр. Voglans) — муніципалітет у Франції, у регіоні Овернь-Рона-Альпи, департамент Савоя. Населення — 1969 осіб (01.01.2021).

## Географія
Муніципалітет розташований на відстані близько 450 км на південний схід від Парижа, 85 км на схід від Ліона, 8 км на північ від Шамбері.

### Клімат
Місто знаходиться у зоні, котра характеризується морським кліматом. Найтепліший місяць — липень із середньою температурою 21.1 °C (70 °F). Найхолодніший місяць — січень, із середньою температурою 2.2 °С (36 °F).
| Клімат Воглана          | Клімат Воглана | Клімат Воглана | Клімат Воглана | Клімат Воглана | Клімат Воглана | Клімат Воглана | Клімат Воглана | Клімат Воглана | Клімат Воглана | Клімат Воглана | Клімат Воглана | Клімат Воглана | Клімат Воглана |
| Показник                | Січ.           | Лют.           | Бер.           | Квіт.          | Трав.          | Черв.          | Лип.           | Серп.          | Вер.           | Жовт.          | Лист.          | Груд.          | Рік            |
| Абсолютний максимум, °C | 17,9           | 20,5           | 25,1           | 29,5           | 32,7           | 36,1           | 38,3           | 38,8           | 32             | 29             | 23,3           | 22,7           | 38,8           |
| Середній максимум, °C   | 5,8            | 7,9            | 12,6           | 16,3           | 20,8           | 24,6           | 27,4           | 26,6           | 22             | 16,7           | 10,1           | 6,4            | 16,4           |
| Середня температура, °C | 2,2            | 3,6            | 7,4            | 10,7           | 15,3           | 18,7           | 21,1           | 20,4           | 16,5           | 12,1           | 6,3            | 3,1            | 11,5           |
| Середній мінімум, °C    | −1,4           | −0,7           | 2,1            | 5,1            | 9,7            | 12,8           | 14,7           | 14,2           | 11             | 7,4            | 2,5            | −0,2           | 6,4            |
| Абсолютний мінімум, °C  | −19            | −14,4          | −10,3          | −4,6           | −1,4           | 2,8            | 5,4            | 5              | 1              | −4,3           | −10,8          | −13,5          | −19            |
| Норма опадів, мм        | 56.5           | 54.9           | 50             | 75.1           | 72.7           | 64.8           | 45.1           | 50.5           | 60.7           | 61.2           | 58.7           | 61.7           | 711.9          |
| ----------------------- | -------------- | -------------- | -------------- | -------------- | -------------- | -------------- | -------------- | -------------- | -------------- | -------------- | -------------- | -------------- | -------------- |
| Джерело: Weatherbase    |                |                |                |                |                |                |                |                |                |                |                |                |                |

## Історія
До 2015 року муніципалітет перебував у складі регіону Рона-Альпи. Від 1 січня 2016 року належить до нового об'єднаного регіону Овернь-Рона-Альпи.

## Демографія
Динаміка населення (INSEE ):
Розподіл населення за віком та статтю (2006):
| Стать | Всього | До 15 років | 15-24 | 25-44 | 45-64 | 65-85 | Понад 85 |
| --- | ------ | ----------- | ----- | ----- | ----- | ----- | -------- |
| Чоловіки | 812    | 176         | 108   | 236   | 216   | 68    | 8        |
| Жінки | 836    | 188         | 100   | 272   | 188   | 88    | 0        |
| \| Статево-вікова піраміда \| Статево-вікова піраміда \| Статево-вікова піраміда \| \| ----------------------- \| ----------------------- \| ----------------------- \| \| Чоловіки \| Вік \| Жінки \| \| 8 \| 85 + \| 0 \| \| 12 \| 80-84 \| 20 \| \| 4 \| 75-79 \| 28 \| \| 28 \| 70-74 \| 24 \| \| 24 \| 65-69 \| 16 \| \| 28 \| 60-64 \| 28 \| \| 32 \| 55-59 \| 48 \| \| 60 \| 50-54 \| 44 \| \| 96 \| 45-49 \| 68 \| \| 60 \| 40-44 \| 108 \| \| 76 \| 35-39 \| 60 \| \| 64 \| 30-34 \| 56 \| \| 36 \| 25-29 \| 48 \| \| 44 \| 20-24 \| 24 \| \| 64 \| 15-20 \| 76 \| \| 92 \| 10-14 \| 72 \| \| 32 \| 5-9 \| 64 \| \| 52 \| 0-4 \| 52 \| |        |             |       |       |       |       |          |
| Статево-вікова піраміда |        |             |       |       |       |       |          |
| Чоловіки | Вік    | Жінки       |       |       |       |       |          |
| 8 | 85 +   | 0           |       |       |       |       |          |
| 12 | 80-84  | 20          |       |       |       |       |          |
| 4 | 75-79  | 28          |       |       |       |       |          |
| 28 | 70-74  | 24          |       |       |       |       |          |
| 24 | 65-69  | 16          |       |       |       |       |          |
| 28 | 60-64  | 28          |       |       |       |       |          |
| 32 | 55-59  | 48          |       |       |       |       |          |
| 60 | 50-54  | 44          |       |       |       |       |          |
| 96 | 45-49  | 68          |       |       |       |       |          |
| 60 | 40-44  | 108         |       |       |       |       |          |
| 76 | 35-39  | 60          |       |       |       |       |          |
| 64 | 30-34  | 56          |       |       |       |       |          |
| 36 | 25-29  | 48          |       |       |       |       |          |
| 44 | 20-24  | 24          |       |       |       |       |          |
| 64 | 15-20  | 76          |       |       |       |       |          |
| 92 | 10-14  | 72          |       |       |       |       |          |
| 32 | 5-9    | 64          |       |       |       |       |          |
| 52 | 0-4    | 52          |       |       |       |       |          |

## Економіка
2010 року серед 1184 осіб працездатного віку (15—64 років) 898 були активними, 286 — неактивними (показник активності 75,8%, у 1999 році було 75,9%). З 898 активних мешканців працювало 839 осіб (431 чоловік та 408 жінок), безробітними було 59 (27 чоловіків та 32 жінки). Серед 286 неактивних 118 осіб було учнями чи студентами, 111 — пенсіонерами, 57 були неактивними з інших причин.

У 2010 році в муніципалітеті числилось 637 оподаткованих домогосподарств, у яких проживали 1625,5 особи, медіана доходів виносила 21 568 євро на одного особоспоживача